# Cianotriquita
La cianotriquita (del grec kianos, blau, i thrix, cabell) és un mineral de la classe dels sulfats. Abans era coneguda amb el nom de lettsomita, de William Garrow Lettsom (1804-1887), coautor del Manual of the Mineralogy of Great Britain and Ireland l'any 1858. La cianotriquita pertany i dona nom al grup de la cianotriquita.

## Característiques
Químicament és un sulfat de coure i alumini bàsic que forma crostes vellutades de color blau, constituïdes per cristalls en forma de rombe. Cristal·litza en el sistema ortoròmbic, formant cristalls aciculars i agregats fibrosos. La seva fórmula química és Cu₄Al₂SO₄(OH)₁₂·2H₂O. És extremadament similar a la carbonatocianotriquita, tant que són impossibles de distingir si no és amb l'ajuda de raigs X.
Segons la classificació de Nickel-Strunz, la cianotriquita pertany a «07.DE: Sulfats (selenats, etc.) amb anions addicionals, amb H₂O, amb cations de mida mitjana només; sense classificar» juntament amb els següents minerals: mangazeïta, carbonatocianotriquita, schwertmannita, tlalocita, utahita, coquandita, osakaïta, wilcoxita, stanleyita, mcalpineïta, hidrobasaluminita, volaschioita, zaherita, lautenthalita i camerolaïta.

## Formació i jaciments
És un mineral de coure secundari que es troba a les zones amb baixa densitat d'oxidació dels jaciments de coure amb abundant alumini i sulfat. Es troba en forma natural al sud de França i a Moldàvia. Als territoris de parla catalana se n'ha trobat a la pedrera Berta (El Papiol), a la mina Vigilada (Sant Julià del Llor i Bonmatí) i a la mina de la Turquesa (Cornudella de Montsant). Els minerals associats inclouen brochantita, spangolita, calcofil·lita, olivenita, tirolita, parnauita, atzurita i malaquita.

## Grup de la cianotriquita
El grup de la cianotriquita és un grup de minerals sulfats de coure i alumini monoclínics estretament relacionats. Inclou, a banda de la cianotriquita, les següents espècies:
- Camerolaïta, amb fórmula Cu₄Al₂(HSbO₄,SO₄)(CO₃)(OH)10·2H₂O.[4]
- Carbonatocianotriquita, amb fórmula Cu₄Al₂(CO₃,SO₄)(OH)₁₂·2H₂O.[5]
- Khaidarkanita, amb fórmula Na0.34Cu₄Al₃(OH)14F₃·2H₂O.[6]

També existeix un altre mineral que també pertanyeria al grup, amb nom provisional UKI-1975-(SO:AlCu), visualment i químicament similar a la cianotriquita, però amb diferents dades de difracció de pols de raigs X.